# Ute Leimgruber
Ute Leimgruber (* 19. Juni 1974 in Marktredwitz) ist eine römisch-katholische Theologin und Professorin für Pastoraltheologie und Homiletik an der Universität Regensburg.

## Biografie
Nach dem Studium der Rechtswissenschaften und der Theologie in Regensburg und Graz und der Promotion bei Rainer Bucher war Ute Leimgruber von 2003 bis 2009 als wissenschaftliche Assistentin am Institut für Pastoraltheologie und Homiletik der Theologischen Fakultät Fulda bei Richard Hartmann tätig. 2010 erfolgte die Habilitation. Nach Lehraufträgen in Erlangen–Nürnberg, Fulda, Innsbruck, Köln und Bamberg hatte Leimgruber die Studienleitung bei Theologie im Fernkurs in Würzburg von 2010 bis 2017 inne. Seit 2019 ist sie die Inhaberin der Professur für Pastoraltheologie und Homiletik an der Universität Regensburg, die sie bereits seit 2017 vertreten hatte.

## Forschungsschwerpunkte
Zu den Forschungsschwerpunkten, die Ute Leimgruber an ihrer Professur setzt, zählen die Sozialpastoral und die diakonische Präsenz nach dem Ende der Volkskirche, die Bezüge von gesellschaftlichen Diskriminierungs- und Exklusivierungsdynamiken – z. B. Rassismus und Sexismus – und Religion/kirchlichem Handeln sowie die Rezeption postkolonialer Theorien der Theologie. Des Weiteren betreibt sie theologisch-feministische Forschung unter Berücksichtigung von Intersektionalitätsansätzen mit dem Schwerpunkt auf sexuellen und spirituellen Missbrauch an erwachsenen Frauen in der katholischen Kirche. Außerdem werden die Zusammenhänge von erwarteter und tatsächlicher Relevanz theologischen Forschens untersucht.
Leimgruber ist gemeinsam mit Bernhard Spielberg Schriftleiterin der Fachzeitschrift Lebendige Seelsorge, Stiftungsrätin der Herbert Haag Stiftung für Freiheit in der Kirche, berufenes Mitglied im Forum „Frauen in Diensten und Ämtern der Kirche“ des Synodalen Wegs, Mitglied der Theologischen Kommission des Katholischen Deutschen Frauenbunds (KDFB) und Mitglied der Arbeitsgemeinschaft Pastoraltheologie e.V.
Des Weiteren ist Leimgruber stellvertretende Universitätsfrauenbeauftragte der Universität Regensburg.

## Missbrauchsforschung
Mit der Herausgabe des Buches Erzählen als Widerstand wurde ein Beitrag zur Aufarbeitung und Prävention von spirituellem und sexuellem Missbrauch an erwachsenen Frauen in der katholischen Kirche geleistet. In der Publikation Catholic Women  sammelte Leimgruber die Beiträge von Frauen weltweit, die ihre Stimme gegen Missstände und Machtmissbrauch, Diskriminierung und Gewalt erheben.
Um Missbrauch an erwachsenen Frauen in der katholischen Kirche aufzuklären und zu verhindern, ging im Jahr 2022 die Website ''missbrauchsmuster.de'' online. Sie dient als Plattform für Erforschung, Fortbildung und Erzählprojekte im Kontext der im komplexen Feld von Gewalt gegen Frauen in der katholischen Kirche wirkenden verborgenen Muster (sogenannte hidden patterns). Die Professur für Pastoraltheologie und Homiletik an der Universität Regensburg ist einer von nur wenigen Wissenschaftsstandorten weltweit, an dem mit einem Schwerpunkt auf geschlechtsspezifische Aspekte die Muster von spirituellem und sexuellem Missbrauch an erwachsenen Frauen in der katholischen Kirche erforscht werden.

## Publikationen (Auswahl)
- Trans, in: Stefan Alkier (Hg.), Zuversichtsargumente. Biblische Perspektiven in Krisen und Ängsten unserer Zeit, München 2022, 314–337[4]. doi:10.30965/9783657793464_017
- Vulnerance of Pastoral Care, in: Religions 13(3): 256, 2022.[5] doi.org/10.3390/rel13030256
- „Es gibt uns und wir schweigen nicht länger“ – Ein Beitrag zu Sichtbarkeit, Unischtbarkeit, Hypersichtbarkeit, in: Michael Brinkschröder/Bernd Mönkebüscher/Gunda Werner/Jens Ehebrecht-Zumsande/Veronika Gräwe (Hg.), Out in Church: Für eine Kirche ohne Angst, Freiburg i.Br. 2022, 120–127. ISBN 978-3-451-03367-4.
- Die Vulneranz von Seelsorgesettings im Blick auf den sexuellen Missbrauch erwachsener Personen, in: Erwin Dirscherl/Markus Weißer (Hg.), Wirksame Zeichen und Werkzeuge des Heils? Aktuelle Anfragen an die traditionelle Sakramententheologie, Freiburg 2022, 188–204. ISBN 3-451-02321-0.
- Catholic Women. Menschen aus aller Welt für eine gerechtere Kirche, Hg., Würzburg 2021. ISBN 978-3-429-05653-7.
- Die Leere halten. Skizzen zu einer Theologie, die loslässt, hg. gemeinsam mit Michael Lohausen, Jörg Seip, Bernhard Spielberg. Würzburg 2021. ISBN 978-3-429-05674-2.
- Erzählen als Widerstand: Berichte über spirituellen und sexuellen Missbrauch an erwachsenen Frauen in der katholischen Kirche, hg. gemeinsam mit Barbara Haslbeck, Regina Heyder und Dorothee Sandherr-Klemp. Münster. 2020. ISBN 978-3-402-24742-6.[6]
- Gott. Macht. Öffentlich. Sammelband zum Hohenheimer Theologinnentreffen 2019, hg. gemeinsam mit Gunda Werner, Ostfildern 2021. ISBN 978-3-7867-3237-2.
- Hostility toward Gender, in Catholic and Political Right-Wing Movements. In: Religions 2020, 11 (6), 301, online: MDPI.
- Wenn Frauen verweigern, nett zu sein. Intervention gegen einige misogyne Stammtischweisheiten, 9. März 2020, online: Feinschwarz.net (Kurzfassung) und Universität Regensburg (Langfassung).
- „Policy matters“. Das Politische im kirchlichen Handeln und das Denken Cornel Wests, in: ZPTH 39 (2019/1), 39-50.
- Ökumene, die das Leben schreibt. Konfessionelle Identität und ökumenisches Engagement, in Zeitzeuginnenberichten, hg. gemeinsam mit Regina Heyder und Maria Flachsbarth, Münster 2017, ISBN 978-3-402-13277-7.
- Avantgarde in der Krise. Eine pastoraltheologische Ortsbestimmung der Frauenorden nach dem Zweiten Vatikanischen Konzil (= Fuldaer Studien. Band 14), Freiburg im Breisgau 2011, ISBN 978-3-451-30526-9 (zugleich Habilitationsschrift, Theologische Fakultät Fulda 2010).
- Der Teufel. Die Macht des Bösen, Kevelaer 2010, ISBN 978-3-7666-1358-5.
- Frauenklöster – Klosterfrauen. Leben in Ordensgemeinschaften heute. Matthias-Grünewald-Verlag, Ostfildern 2008, ISBN 3-7867-2704-X.
- Kein Abschied vom Teufel. Eine Untersuchung zur gegenwärtigen Rede vom Teufel im Volk Gottes (= Werkstatt Theologie. Band 2), Münster 2004, ISBN 3-8258-7197-5 (zugleich Dissertation, Graz 2003).